# Raymond Hatton
Raymond Hatton (Red Oak, 7 luglio 1887 – Palmdale, 21 ottobre 1971) è stato un attore statunitense.
Nella sua carriera, Hatton partecipò a ben 412 pellicole. Il suo primo film, Tragic Love, diretto da D.W. Griffith, risale al 1909. L'ultimo film cui partecipò in un ruolo secondario fu A sangue freddo (1967).

## Biografia

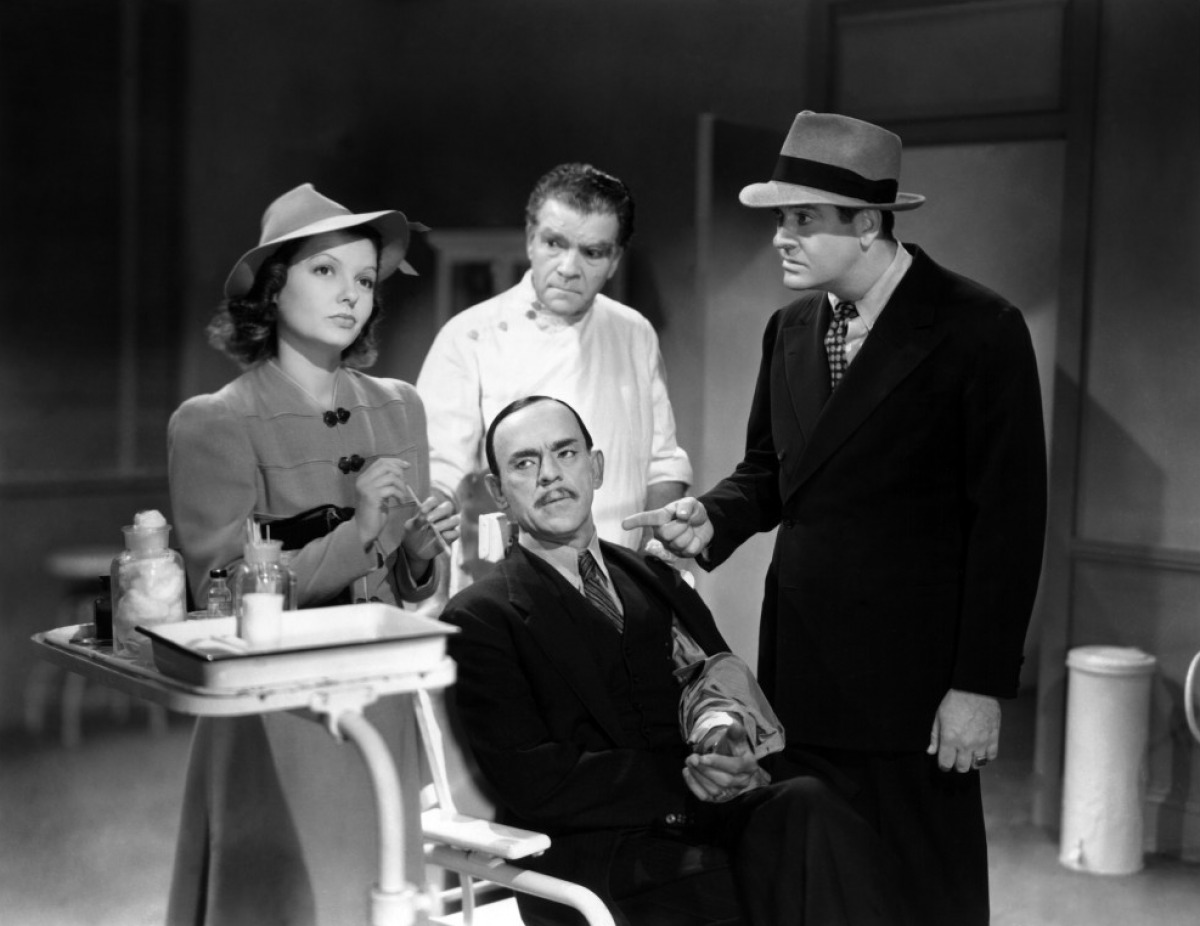
Marjorie Reynolds, Boris Karloff (seduto), Hatton e Grant Withers in Doomed to Die (1940)

Raymond William Hatton, figlio di un medico, fu attivo nel cinema fin dal  1909, quando iniziò a recitare nei cortometraggi della Biograph diretti da David W. Griffith. Dopo un periodo di stasi, tornò a lavorare come attore nel 1912, insieme a Mack Sennett. Ai tempi del muto, Hatton lavorò spesso in coppia con l'attore Wallace Beery.
Nel 1917 ebbe il ruolo di Montezuma nel film di Cecil B. DeMille The Woman God Forgot, distribuito in Italia con il titolo L'ultima dei Montezuma.
Con l'avvento del sonoro, gli vennero affidati per lo più ruoli secondari. Tra i molti film a cui partecipò, sono da ricordare almeno due titoli: Il gobbo di Notre-Dame (1923), per la regia di Wallace Worsley, prima trasposizione cinematografica dell'omonimo romanzo, e Gli eroi del deserto (1929), un western piuttosto atipico di William Wyler. 
Tra il 1939 e il 1940, partecipò a una serie di western a basso costo prodotti dalla Republic Pictures con protagonisti i Three Mesquiteers, tre "paladini della giustizia" che amministrano la legge stando fuori da essa, serie che fu piuttosto famosa in America e che ebbe per protagonista John Wayne. In Italia, invece, uno dei pochi titoli noti di tale serie è Il grande sperone (1939).
Dal 1950 Hatton si dedicò assiduamente alla televisione e solo sporadicamente al cinema. Lasciò definitivamente le scene nel 1967.
Morì per un attacco di cuore, a 84 anni, il 21 ottobre 1971, soltanto cinque giorni dopo la morte della moglie Frances, con cui era stato sposato per ben 62 anni.

## Riconoscimenti
A Raymond Hatton è stata assegnata una stella sull'Hollywood Walk of Fame al 1708 di Vine Street.

## Filmografia

### 1909
- Tragic Love, regia di D.W. Griffith – cortometraggio (1909)
- A Fool's Revenge, regia di D.W. Griffith – cortometraggio (1909)
- A Burglar's Mistake, regia di D.W. Griffith – cortometraggio (1909)
- Confidence, regia di D.W. Griffith – cortometraggio (1909)
- Was Justice Served?, regia di D.W. Griffith – cortometraggio (1909)

### 1912
- Oh, Those Eyes, regia di Mack Sennett – cortometraggio (1912)
- The Brave Hunter, regia di Mack Sennett – cortometraggio (1912)
- The Furs, regia di Mack Sennett  – cortometraggio(1912)

### 1913
- The Rural Third Degree, regia di Mack Sennett (1913)
- A Strong Revenge, regia di Mack Sennett (1913)
- Those Good Old Days, regia di Mack Sennett (1913)
- A Life in the Balance, regia di Mack Sennett (1913)
- The Bangville Police, regia di Henry Lehrman (1913)
- The New Conductor, regia di Mack Sennett (1913)
- That Ragtime Band, regia di Mack Sennett (1913)
- Their First Execution, regia di Mack Sennett (1913)
- Toplitsky and Company, regia di Henry Lehrman (1913)
- Barney Oldfield's Race for a Life, regia di Mack Sennett (1913)
- Safe in Jail, regia di Mack Sennett (1913)

### 1914
- The Squaw Man, regia di Cecil B. DeMille e Oscar Apfel (1914)
- The Making of Bobby Burnit, regia di Oscar Apfel (194)
- The Circus Man, regia di Oscar Apfel (1914)

### 1915
- La fanciulla del West (The Girl of the Golden West), regia di Cecil B. DeMille (1915)
- Young Romance, regia di George Melford (1915)
- The Warrens of Virginia, regia di Cecil B. DeMille (1915)
- The Unafraid, regia di Cecil B. deMille (1915)
- The Captive, regia di Cecil B. deMille (1915)
- The Woman, regia di George Melford (1915)
- The Wild Goose Chase, regia di Cecil B. DeMille (1915)
- The Arab, regia di Cecil B. DeMille (1915)
- Chimmie Fadden, regia di Cecil B. DeMille (1915)
- Kindling, regia di Cecil B. DeMille  (1915)
- The Case of Becky, regia di Frank Reicher (1915)
- Blackbirds, regia di J.P. McGowan (1915)
- Carmen, regia di Cecil B. DeMille (1915)
- Armstrong's Wife, regia di George Melford (1915)
- Chimmie Fadden Out West, regia di Cecil B. DeMille (1915)
- At Bay
- The Unknown, regia di George Melford  (1915)
- I prevaricatori (The Cheat), regia di Cecil B. DeMille (1915)
- The Immigrant, regia di George Melford (1915)
- The Golden Chance, regia di Cecil B. DeMille (1915)
- Temptation regia di Cecil B. DeMille (1915)

### 1916
- Tennessee's Pardner, regia di George Melford (1916)
- To Have and to Hold, regia di George Melford (1916)
- The Sowers, regia di William C. de Mille e Frank Reicher (1916)
- Public Opinion, regia di Frank Reicher (1916)
- The Honorable Friend, regia di Edward J. Le Saint (1916)
- The Lash, regia di James Young (1916)
- Oliver Twist, regia di James Young (1916)
- Giovanna d'Arco (Joan the Woman), regia di Cecil B. DeMille (1916)

### 1917
- The American Consul, regia di Rollin S. Sturgeon (1917)
- A Romance of the Redwoods, regia di Cecil B. DeMille (1917)
- The Little American, regia (non accreditati) di Cecil B. DeMille e Joseph Levering (1917)
- What Money Can't Buy
- The Squaw Man's Son, regia di Edward J. Le Saint (1917)
- The Crystal Gazer, regia di George H. Melford (1917)
- Hashimura Togo, regia di William C. de Mille (1917)
- L'ultima dei Montezuma (The Woman God Forgot), regia di Cecil B. DeMille (1917)
- The Secret Game, regia di William C. de Mille (1917)
- Nan of Music Mountain, regia di George Melford e, non accreditato, Cecil B. DeMille (1917)
- The Devil-Stone, regia di Cecil B. DeMille  (1917)

### 1918
- Jules of the Strong Heart, regia di Donald Crisp (1918)
- One More American, regia di William C. deMille (1918)
- The Whispering Chorus, regia di Cecil B. DeMille (1918)
- Old Wives for New, regia di Cecil B. DeMille (1918)
- We Can't Have Everything, regia di Cecil B. DeMille (1918)
- The Firefly of France, regia di Donald Crisp (1918)
- Sandy, regia di George Melford (1918)
- Less Than Kin, regia di Donald Crisp (1918)
- The Geaser of Berlin, regia di Arthur Hotaling (1918)
- The Source, regia di George Melford (918)
- Il cavaliere dell'Arizona (Arizona), regia di Douglas Fairbanks e Albert Parker (non accreditato) (1918)

### 1919
- The Dub, regia di James Cruze (1919)
- Perché cambiate marito? (Don't Change Your Husband), regia di Cecil B. DeMille (1919)
- Maggie Pepper, regia di Chester Withey (1919)
- The Poor Boob, regia di Donald Crisp (1919)
- Una moglie per scommessa (Experimental Marriage), regia di Robert G. Vignola (1919)
- Johnny Get Your Gun, regia di Donald Crisp (1919)
- For Better, for Worse, regia di Cecil B. DeMille (1919)
- You're Fired, regia di James Cruze (1919)
- Secret Service, regia di Hugh Ford (1919)
- A Daughter of the Wolf, regia di Irvin Willat (1919)
- The Love Burglar, regia di James Cruze (1919)
- Maschio e femmina (Male and Female), regia di Cecil B. DeMille (1919)
- Everywoman, regia di George Melford (1919)

### 1920
- Young Mrs. Winthrop, regia di Walter Edwards (1920)
- The Dancin' Fool, regia di Sam Wood (1920)
- The Sea Wolf, regia di George Melford (1920)
- Jes' Call Me Jim, regia di Clarence G. Badger (1920)
- Stop Thief, regia di Harry Beaumont  (1920)
- Ufficiale 666 o Chi sarà il ladro (Officer 666), regia di Harry Beaumont (1920)

### 1921
- Bunty Pulls the Strings, regia di Reginald Barker (1921)
- The Concert, regia di Victor Schertzinger (1921)
- The Betrayer, regia di Beaumont Smith (1921)
- Biricchinate (Peck's Bad Boy), regia di Sam Wood (1921)
- Salvage, regia di Henry King (1921)
- All's Fair in Love, regia di E. Mason Hopper (1921)
- The Ace of Hearts, regia di Wallace Worsley (1921)
- Fragilità, sei femmina! (The Affairs of Anatol), regia di Cecil B. DeMille (1921)
- Pilgrims of the Night, regia di Edward Sloman (1921)
- Doubling for Romeo, regia di Clarence G. Badger  (1921)

### 1922
- Head over Heels, regia di Paul Bern e Victor Schertzinger (1922)
- His Back Against the Wall, regia di Rowland V. Lee (1922)
- The Fast Freight, regia di James Cruze (1922)
- Pink Gods, regia di Penrhyn Stanlaws  (1922)
- La corsa al piacere (Manslaughter), regia di Cecil B. DeMille (1922)
- To Have and to Hold, regia di George Fitzmaurice (1922)
- Ebb Tide, regia di George Melford (1922)
- The Hottentot, regia di James W. Horne, Del Andrews (1922)

### 1923
- Java Head, regia di George Melford (1923)
- The Tie That Binds, regia di Joseph Levering (1923)
- Trimmed in Scarlet, regia di Jack Conway (1923)
- A Man of Action, regia di James W. Horne (1923)
- Tre pazzi saggi (Three Wise Fools)
- Barefoot Boy, regia di David Kirkland (1923)
- Il gobbo di Notre Dame (The Hunchback of Notre Dame) regia di Wallace Worsley (1923)
- Senza quartiere (The Virginian), regia di Tom Forman (1923)
- Enemies of Children, regia di Lillian Ducey e John M. Voshell (1923)
- Fratello maggiore (Big Brother), regia di Allan Dwan (1923)

### 1924
- Half-a-Dollar Bill, regia di W. S. Van Dyke (1924)
- True as Steel, regia di Rupert Hughes (1924)
- Il trionfo (Triumph), regia di Cecil B. DeMille (1924)
- The Fighting American, regia di Tom Forman (1924)
- Cornered, regia di William Beaudine (1924)
- The Mine with the Iron Door, regia di Sam Wood (1924)

### 1925
- Tomorrow's Love, regia di Paul Bern (1925)
- The Devil's Cargo, regia di Victor Fleming (1925)
- The Top of the World, regia di George Melford (1925)
- Contraband, regia di Alan Crosland (1925)
- The Thundering Herd, regia di William K. Howard (1925)
- Adventure, regia di Victor Fleming  (1925)
- In the Name of Love, regia di Howard Higgin (1925)
- A Son of His Father, regia di Victor Fleming (1925)
- Lord Jim, regia di Victor Fleming (1925)

### 1926
- Addio mia bella addio (Behind the Front), regia di A. Edward Sutherland (1926)
- Io l'ho ucciso (Silence), regia di Rupert Julian (1926)
- Una vendetta nel West (Born to the West), regia di John Waters (1926)
- Forlorn River, regia di John Waters (1926)
- Marinai... per forza  (We're in the Navy Now), regia di A. Edward Sutherland (1926)

### 1927
- Fashions for Women, regia di Dorothy Arzner (1927)
- Pompieri per ardore (Fireman, Save My Child), regia di A. Edward Sutherland (1927)
- Now We're in the Air, regia di Frank R. Strayer (1927)
- Two Flaming Youths, regia di John Waters (1927)

### 1928
- Wife Savers, regia di Ralph Ceder (1928)
- Avventure di mezzanotte (Partners in Crime), regia di Frank R. Strayer (1928)
- The Big Killing, regia di F. Richard Jones (1928)

### 1929
- The Office Scandal, regia di Paul L. Stein (1929)
- L'affare Manderson (Trent's Last Case), regia di Howard Hawks (1929)
- When Caesar Ran a Newspaper, regia di Walter Graham (1929)
- Dear Vivian, regia di Raymond Kane (1929)
- The Mighty, regia di John Cromwell (1929)
- Gli eroi del deserto (Hell's Heroes), regia di William Wyler (1929)

### 1930
- L'assassinio sul tetto (Murder on the Roof), regia di George B. Seitz (1930)
- Il mistero di mezzanotte (Midnight Mystery), regia di George B. Seitz (1930)
- Dall'ombra alla luce (Road to Paradise), regia di William Beaudine (1930)
- Un dramma nell'Alaska (The Silver Horde), regia di George Archainbaud (1930)
- Rogue of the Rio Grande, regia di Spencer Gordon Bennet (1930)
- Pineapples (1930)

### 1931
- The Lion and the Lamb, regia di George B. Seitz (1931)
- Dangerous Daze, regia di William Nigh (1931)
- Woman Hungry, regia di Clarence G. Badger (1931)
- Honeymoon Lane, regia di William James Craft (1931)
- Stranger in Town, regia di Erle C. Kenton (1931)
- Naturich la moglie indiana (The Squaw Man), regia di Cecil B. DeMille (1931)
- Stung, regia di William J. Cowen (1931)
- Un popolo muore (Arrowsmith), regia di John Ford (1931)
- Hollywood Halfbacks, regia di Charles Lamont (1931)

### 1932
- Polly of the Circus, regia di Alfred Santell (1932)
- Law and Order, regia di Edward L. Cahn (1932)
- Divorce a la Mode, regia di Leslie Pearce (1932)
- Alias Mary Smith, regia di E. Mason Hopper (1932)
- The Vanishing Frontier, regia di Phil Rosen (1932)
- Cornered, regia di B. Reeves Eason (1932)
- Drifting, regia di Louis King (1932)
- Exposed, regia di Albert Herman (1932)
- The Fourth Horseman, regia di Hamilton MacFadden (1932)
- The Crooked Circle, regia di H. Bruce Humberstone (1932)
- Vanity Street, regia di Nick Grinde (1932)
- Hidden Gold, regia di Arthur Rosson (1932)
- Malay Nights, regia di E. Mason Hopper (1932)
- Uptown New York, regia di Victor Schertzinger (1932)
- Long Loop Laramie (1932)
- Stranger in Town, regia di Erle C. Kenton (1932)

### 1933
- Rock-a-Bye Cowboy, regia di George Stevens (1933)
- Il sentiero del terrore (Terror Trail), regia di Armand Schaefer (1933)
- State Trooper, regia di D. Ross Lederman (1933)
- The Thundering Herd, regia di Henry Hathaway (1933)
- Under the Tonto Rim, regia di Henry Hathaway (1933)
- Eroi senza patria (The Three Musketeers), regia di Armand Schaefer (1933)
- La grande gabbia (The Big Cage), regia di Kurt Neumann (1933)
- Il caso dell'avv. Durant (Penthouse), regia di W. S. Van Dyke (1933)
- Day of Reckoning, regia di Charles Brabin (1933)
- The Women in His Life, regia di George B. Seitz (1933)
- Lady Killer, regia di Roy Del Ruth (1933)
- Alice nel Paese delle meraviglie (Alice in Wonderland), regia di Norman Z. McLeod (1933)
- Tom's in Town (1933)

### 1934
- La sirena del fiume (Lazy River), regia di George B. Seitz (1934)
- The Defense Rests, regia di Lambert Hillyer (1934)
- Fifteen Wives, regia di Frank R. Strayer (1934)
- Straight Is the Way, regia di Paul Sloane (1934)
- Once to Every Bachelor, regia di William Nigh (1934)
- Il canto del West (Wagon Wheels), regia di Charles Barton (1934)
- Red Morning, regia di Wallace Fox (1934)

### 1935
- The Rustlers of Red Dog, regia di Louis Friedlander (Lew Landers) (1935)
- Times Square Lady, regia di George B. Seitz (1935)
- Princess O'Hara, regia di David Burton (1935)
- La pattuglia dei senza paura (G-Men), regia di William Keighley (1935)
- L'incrociatore misterioso (Murder in the Fleet), regia di Edward Sedgwick (1935)
- Calm Yourself, regia di George B. Seitz (1935)
- The Daring Young Man, regia di William A. Seiter (1935)
- Il battello pazzo (Steamboat Round the Bend), regia di John Ford (1935)
- Wanderer of the Wasteland, regia di Otho Lovering (1935)
- Stormy, regia di Louis Friedlander (1935)
- La morte nel deserto (Desert Death), regia di George B. Seitz (1935)
- Nevada, regia di Charles Barton (1935)

### 1937
- Torture Money, regia di Harold S. Bucquet (1937)
- Jungle Jim, regia di Ford Beebe e Clifford Smith (1937)
- Le cinque schiave (Marked Woman), regia di Lloyd Bacon e, non accreditato, Michael Curtiz (1937)
- Il tesoro del dirigibile (Fly Away Baby), regia di Frank McDonald (1937)
- Roaring Timber, regia di Phil Rosen (1937)
- Public Wedding, regia di Nick Grinde (1937)
- Love Is on the Air , regia di Nick Grindle (1937)
- Over the Goal, regia di Noel M. Smith (1937)
- The Adventurous Blonde, regia di Frank McDonald (1937)
- Artiglio di velluto (Missing Witnesses), regia di William Clemens (1937)
- Il grande segreto (The Bad Man of Brimstone), regia di J. Walter Ruben (1937)

### 1938
- Breakdowns of 1938 (1938)
- He Couldn't Say No, regia di Lewis Seiler (1938)
- Muraglia inviolabile (Over the Wall), regia di Frank McDonald (1938)
- L'amore trova Andy Hardy (Love Finds Andy Hardy), regia di George B. Seitz (1938)
- The Texans, regia di James P. Hogan (1938)
- Touchdown, Army, regia di Kurt Neumann (1938)
- Come On, Rangers, regia di Joseph Kane (1938)
- Tom Sawyer, Detective, regia di Louis King (1938)

### 1939
- Ambush, regia di Kurt Neumann (1939)
- Paris Honeymoon, regia di Frank Tuttle (1939)
- Persons in Hiding, regia di Louis King (1939)
- Rough Riders' Round-up, regia di Joseph Kane (1939)
- I'm from Missouri, regia di Theodore Reed (1939)
- Frontier Pony Express, regia di Joseph Kane (1939)
- Undercover Doctor, regia di Louis King (1939)
- 6,000 Enemies, regia di George B. Seitz (1939)
- Il grande sperone (Santa Fe' Stampede), regia di George Sherman (1939)
- Nuove frontiere, regia di George Sherman (1939)

### 1940
- Heroes of the Saddle, regia di William Witney (1940)
- Pioneers of the West, regia di Lester Orlebeck (1940)
- Hi-Yo Silver
- Covered Wagon Days, regia di George Sherman (1940)
- Rocky Mountain Rangers, regia di George Sherman (1940)
- Queen of the Mob
- La grande cavalcata
- Oklahoma Renegades, regia di Nate Watt (1940)

### 1941
- White Eagle, regia di James W. Horne (1941)
- Arizona Bound, regia di Spencer Gordon Bennet (1941)
- The Gunman from Bodie
- I due del Texas (Texas), regia di George Marshall (1941)
- Forbidden Trails, regia di Robert N. Bradbury (1941)

### 1942
- Cadets on Parade
- Below the Border
- Vento selvaggio (Reap the Wild Wind), regia di Cecil B. De Mille (1941)
- Ghost Town Law
- The Girl from Alaska, regia di Nick Grinde e, non accreditato, William Witney (1942)
- Down Texas Way
- The Affairs of Martha, regia di Jules Dassin (1942)
- Avventura all'Avana (Her Cardboard Lover), regia di George Cukor (1942)
- Pierre of the Plains, regia di George B. Seitz (1942)
- Riders of the West
- West of the Law, regia di Howard Bretherton (1942)
- Dawn on the Great Divide

### 1943
- Prairie Chickens
- The Ghost Rider
- The Stranger from Pecos
- Six Gun Gospel
- Outlaws of Stampede Pass
- The Texas Kid

### 1944
- Raiders of the Border
- Partners of the Trail, regia di Lambert Hillyer (1944)
- Law Men
- Range Law
- West of the Rio Grande
- Land of the Outlaws
- Romanzo nel West (Tall in the Saddle), regia di Edwin L. Marin (1944)
- Law of the Valley
- Ghost Guns

### 1945
- The Navajo Trail
- Gun Smoke, regia di Howard Bretherton (1945)
- Stranger from Santa Fe
- Fiamme sul Far West (Flame on the West), regia di Lambert Hillyer (1945)
- Rhythm Round-Up
- Sunbonnet Sue
- The Lost Trail, regia di Lambert Hyllier (1945)
- Frontier Feud
- Il sentiero del nord

### 1946
- Border Bandits
- Drifting Along
- The Haunted Mine
- Under Arizona Skies
- The Gentleman from Texas
- Trigger Fingers, regia di Lambert Hillyer (1946)
- Shadows on the Range
- Rolling Home, regia di William Berke (1946)
- Silver Range

### 1947
- Raiders of the South, regia di Lambert Hillyer (1947)
- Valley of Fear , regia di Lambert Hillyer (1947)
- Trailing Danger, regia di Lambert Hillyer (1947)
- Land of the Lawless, regia di Lambert Hillyer (1947)
- The Law Comes to Gunsight
- Code of the Saddle
- Flashing Guns
- Sangue indiano
- Gli invincibili (Unconquered), regia di Cecil B. DeMille (1947)
- Prairie Express
- Gun Talk

### 1948
- Overland Trails
- Crossed Trails, regia di Lambert Hillyer (1948)
- Frontier Agent
- Triggerman
- Back Trail
- The Fighting Ranger, regia di Lambert Hillyer (1948)
- The Sheriff of Medicine Bow
- Gunning for Justice
- Hidden Danger

### 1950
- The Daltons' Women, regia di Thomas Carr (1950)
- Hostile Country, regia di Thomas Carr (1950)
- Marshal of Heldorado, regia di Thomas Carr (1950)
- Operation Haylift
- Crooked River, regia di Thomas Carr (1950)
- Colorado Ranger, regia di Thomas Carr (1950)
- West of the Brazos, regia di Thomas Carr (1950)
- Fast on the Draw, regia di Thomas Carr (1950)
- County Fair, regia di William Beaudine (1950)

### 1951
- Skipalong Rosenbloom, regia di Sam Newfield (1951)
- Kentucky Jubilee

### 1953
- Frustateli senza pietà (Cow Country), regia di Lesley Selander (1953)

### 1954
- Il passo dei Comanches (Thunder Pass), regia di Frank McDonald (1954)

### 1955
- Il tesoro della montagna rossa (Treasure of Ruby Hills), regia di Frank McDonald (1955)
- La freccia sulla croce (The Twinkle in God's Eye) , regia di George Blair (1955)
- Il mostro del pianeta perduto (The Day the World Ended), regia di Roger Corman (1955)
- Dig That Uranium

### 1956
- Girls in Prison
- La carne e lo sperone (Flesh and the Spur), regia di Edward L. Cahn (1956)
- Processo al Rock and Roll (Shake, Rattle and Rock), regia di Edward L. Cahn (1956)

### 1957
- La carica delle mille frecce (Pawnee), regia di George Waggner (1957)
- Motorcycle Gang

### 1959
- Alaska Passage

### Anni sessanta
- Pistola veloce (The Quick Gun), regia di Sidney Salkow (1964)
- Requiem per un pistolero (1965)
- A sangue freddo (In Cold Blood), regia di Richard Brooks (1967)